# Brădeni (gmina)
Brădeni – gmina w Rumunii, w okręgu Sybin. Obejmuje miejscowości Brădeni, Retiș i Țeline. W 2011 roku liczyła 1441 mieszkańców.